# Тербон
Тербон (фр. Terrebonne) је град у Канади у покрајини Квебек. Према резултатима пописа 2011. у граду је живело 106.322 становника.

## Становништво
Према резултатима пописа становништва из 2011. у граду је живело 106.322 становника, што је за 12,3% више у односу на попис из 2006. када је регистровано 94.703 житеља.
| 2006.  | 2011.   |
| ------ | ------- |
| 94.703 | 106.322 |